# SN 2003lu
SN 2003lu – supernowa odkryta 13 września 2003 roku w galaktyce A033236-2755. W momencie odkrycia miała maksymalną jasność 26,10m.